# Cyber-Jagd
Cyber-Jagd (orig.: Cyberchase) ist eine animierte Fernsehserie aus Kanada. Die Serie handelt von drei Kindern, die in den Cyberspace, ein digitales Universum, gebracht werden, um es vor dem bösen „Hacker“ zu schützen.
Die Serie besteht aus 148 Episoden in 15 Staffeln und hatte 2002 Premiere auf PBS Kids. In Deutschland wurde die Serie auf KidsCo ausgestrahlt.

## Handlung
Als drei Kinder, Jackie, Matt und Inez, dem „Hacker“ versehentlich Zugang zu „Motherboard“, der obersten Herrscherin des Cyberspace, gewähren, wird sie von Hacker durch einen Virus stark geschwächt. Die Kinder werden in den Cyberspace gebracht und schließen sich mit Digit zusammen, um die Welt vor dem Hacker und seinen ungeschickten, halbintelligenten Assistenten Buzz und Delete zu schützen, bis sie den Encryptor-Chip wiederherstellen können, ein vom Hacker gestohlenes Gerät, das den Virus annullieren und „Motherboard“ wieder auf volle Stärke bringen kann.

## Figuren
Jackie ist ein 11-jähriges afroamerikanisches Mädchen, das es liebt, Dinge ordentlich und organisiert zu halten. Sie hat schwarzes Haar, das zu einem Dutt getragen wird, und trägt einen gelben Pullover mit einem himmelblauen Jeansrock, rotem Schmuck und stumpfen lavendelfarbenen Hi-Tops. Jackies größtes Ärgernis ist schleimiges und ekliges Zeug wie Käfer und viele andere „grobe“ Dinge. Wie Inez mochte sie Slider sehr. In einem Running Gag in den Staffeln 1–4 flippte Jackie in Krisensituationen aus, ging auf und ab, während sie versuchte, eine Lösung zu finden, und sagte: „Mach Platz, ich muss Tempo machen!“
Matt ist ein elfjähriger irisch-amerikanischer Junge, der gerne Skateboard fährt und Dinge sammelt. Er ist impulsiv, ungeduldig, erzählt Witze und interessiert sich sehr für Sport. Er hat zottelige, orangefarbene Haare und trägt normalerweise ein langärmeliges, lindgrünes T-Shirt, einen roten Rucksack, neonblaue Jeans und rote Hi-Tops. Auf der Farm seiner Familie hat er ein Schwein namens Sherman. Matts roter Rucksack enthält seine vielen Jojos, mit denen er sehr gut umgehen kann und oft mit spielt, wenn er über etwas nachdenkt. Er nennt Inez häufig bei ihrem Spitznamen „Nezzie“, sehr zu ihrem Ärger. Es wird auch gezeigt, dass er manchmal einen starken Beschützerinstinkt für sie hat.
Inez ist ein 9-jähriges hispanoamerikanisches Mädchen, das einen ausgezeichneten Wortschatz hat (und eine große Sammlung von Zitaten kennt), für die die anderen sie oft ärgern. Sie hat schulterlanges braunes Haar und trägt meistens ein pinkes Langarm-T-Shirt mit einem gelben Stern auf der Vorderseite, blaugrüne Shorts, eine lila Kapuzenweste, eine eckige Brille und hohe blaue Stiefel. Obwohl sie das jüngste menschliche Mitglied der Gang ist, ist sie die Klügste. Wenn sie sich eine Lösung ausdenkt, hat Inez die Angewohnheit, Handstand zu machen, damit sie sich besser konzentrieren kann. Inez’ größtes Ärgernis ist, wenn jemand sie „Nezzie“ nennt, obwohl sie damit einverstanden ist, dass Slider sie so nennt. Auf die Frage von Matt nach dem Grund antwortet sie: „Er ist anders“, was bedeutet, dass sie Slider mag.
Digit LeBoid (den Spitznamen Didge von verschiedenen Leuten und Didgey von Delete, geäußert von Gilbert Gottfried) ist ein „Cybird“ (Koffer von „Cyborg“ und Vogel), der für Motherboard arbeitet und der beste Freund der Kinder ist. Er und die Kinder schützen Cyberspace und Motherboard vor Hackern. Digit wurde von Hacker erstellt und arbeitete für ihn zusammen mit Buzz und Delete, entkam aber, nachdem er von Hackers bösen Taten erfahren hatte. Er wurde einer der Helfer von Motherboard und diente als Assistent von Dr. Marbles. Digit kann fliegen, indem er seine Schwanzfedern in Helikopter-Manier dreht oder mit den Flügeln schlägt. Er hat jedoch Höhenangst und geht lieber zu Fuß. Er ist Koch und hat seine beiden beliebten Kochbücher The Cyber Chef und Cookin' with the Didge geschrieben. Er trägt viele Gegenstände in seiner Brust, einschließlich Widget. Er kann seinen Schnabel in fast alles verwandeln und biegt ihn gelegentlich. Er kann auch seine Stimme sehr gut verbergen.
Hacker (gesprochen von Christopher Lloyd, berühmt für  Zurück in die Zukunft), auch bekannt als The Hacker, ist der Hauptantagonist der Serie und ein verrückter Wissenschaftler, der darauf aus ist, Cyberspace zu übernehmen bzw. das ultimative Chaos zu schaffen, aber er wird fast immer vom Cybersquad daran gehindert. Er zeichnet sich durch eine tonnenförmige Brust mit überproportional kleinen Beinen, grüner Haut, einem zweifarbigen Umhang, einer schwarzen Perücke und einem spitz zulaufenden Kinn aus, von dem er eitel ist. Hacker wurde ursprünglich von Dr. Marbles entwickelt, um Motherboard zu unterstützen, aber er rebellierte und wurde an die Northern Frontier verbannt. Trotzdem hat er das Potenzial, wieder gut zu werden, wie in zwei Episoden gezeigt wird, in denen er (vorübergehend) ein friedlicher Künstler wurde und als er dem Cybersquad half, die Bäume in der Northern Frontier zu schützen. Er hat zwei Cyborg-Lakaien, Buzz und Delete, deren Zuverlässigkeit ziemlich wechselhaft ist; manchmal wird er sehr sauer, wenn er Dinge selbst tun muss, die Buzz und Delete nicht können.